# Нью-Гошен (Індіана)
Нью-Гошен (англ. New Goshen) — переписна місцевість (CDP) в США, в окрузі Віго штату Індіана. Населення — 402 особи (2020).

## Географія
Нью-Гошен розташований за координатами 39°35′8″ пн. ш. 87°28′28″ зх. д. / 39.58556° пн. ш. 87.47444° зх. д. (39.585554, -87.474414).  За даними Бюро перепису населення США в 2010 році переписна місцевість мала площу 8,64 км², з яких 8,57 км² — суходіл та 0,07 км² — водойми.

## Демографія
Згідно з переписом 2010 року, у переписній місцевості мешкало 390 осіб у 163 домогосподарствах у складі 116 родин. Густота населення становила 45 осіб/км².  Було 183 помешкання (21/км²).
Расовий склад населення:
| - 98,5 % — білих - 0,5 % — вихідців з тихоокеанських островів |

До двох чи більше рас належало 1,0 %. Частка іспаномовних становила 0,0 % від усіх жителів.
За віковим діапазоном населення розподілялося таким чином: 20,8 % — особи молодші 18 років, 65,6 % — особи у віці 18—64 років, 13,6 % — особи у віці 65 років та старші. Медіана віку мешканця становила 42,0 року. На 100 осіб жіночої статі у переписній місцевості припадало 99,0 чоловіків;  на 100 жінок у віці від 18 років та старших — 103,3 чоловіків також старших 18 років.
Середній дохід на одне домашнє господарство  становив 70 078 доларів США (медіана — 65 897), а середній дохід на одну сім'ю — 71 329 доларів (медіана — 65 598). Медіана доходів становила 66 923 долари для чоловіків та 30 313 долари для жінок. 
Цивільне працевлаштоване населення становило 215 осіб. Основні галузі зайнятості: виробництво — 38,1 %, освіта, охорона здоров'я та соціальна допомога — 31,6 %, будівництво — 9,3 %, оптова торгівля — 3,3 %.